# José Sebastião d'Almeida Neto
José Sebastião d'Almeida Neto (Lagos, 8 febbraio 1841 – Villariño, 7 dicembre 1920) è stato un cardinale e patriarca cattolico portoghese.

## Biografia
Nacque l'8 febbraio 1841 da Raimundo José Neto, che partecipò alla Guerra d'indipendenza spagnola, e da Catarina Lúcia de Almeida.
Papa Leone XIII lo elevò al rango di cardinale nel concistoro del 24 marzo 1884.
Morì il 7 dicembre 1920 all'età di 79 anni.

## Genealogia episcopale e successione apostolica
La genealogia episcopale è:
- Cardinale Scipione Rebiba
- Cardinale Giulio Antonio Santori
- Cardinale Girolamo Bernerio, O.P.
- Arcivescovo Galeazzo Sanvitale
- Cardinale Ludovico Ludovisi
- Cardinale Luigi Caetani
- Cardinale Ulderico Carpegna
- Cardinale Paluzzo Paluzzi Altieri degli Albertoni
- Papa Benedetto XIII
- Papa Benedetto XIV
- Cardinale Enrico Enriquez
- Arcivescovo Manuel Quintano Bonifaz
- Cardinale Buenaventura Córdoba Espinosa de la Cerda
- Cardinale Giuseppe Maria Doria Pamphilj
- Papa Pio VIII
- Papa Pio IX
- Cardinale Alessandro Franchi
- Cardinale Gaetano Aloisi Masella
- Cardinale José Sebastião d'Almeida Neto, O.F.M.Disc.

La successione apostolica è:
- Cardinale António Mendes Bello (1884)
- Arcivescovo Giovanni Rebello Cardoso de Menezes (1884)
- Vescovo Francisco Maria Souza Prado de Lacerda (1886)
- Vescovo Giocondo de Nittis, O.F.M.Ref. (1886)
- Arcivescovo Gaudêncio José Pereira (1887)
- Arcivescovo Manuel Baptista da Costa (1888)
- Vescovo António José de Souza Barroso (1891)
- Arcivescovo José Alves de Matos (1903)
- Vescovo Francisco Ferreira da Silva (1905)